# Giuseppe Maria Scarampi
Giuseppe Maria Scarampi (Cortemilia, 14 febbraio 1720 – Vigevano, 18 febbraio 1801) è stato un vescovo cattolico italiano.

## Biografia
Giuseppe Maria Scarampi nacque a Cortemilia dalla nobile famiglia feudataria di quel borgo, il 14 febbraio 1720.
Intrapresi gli studi ecclesiastici, il 16 luglio 1757 fu nominato vescovo di Vigevano. Non appena eletto, si attivò subito in favore della propria diocesi, compiendo due visite pastorali e convocando un sinodo nel 1768.
Attivo anche nelle vicende di carattere laico, fece costruire sul territorio vigevanese una cascina che da lui prese il nome di Cascina Scarampa e fece tracciare e scavare il canale detto "Scarampino" per ottimizzare l'irrigazione dei campi della Lomellina. Nel 1771 a Vigevano, fuse l'amministrazione dei tre ospedali che vi esistevano e iniziò la costruzione di un nuovo ospedale, più grande e funzionale.
Morì a Vigevano il 18 febbraio del 1801.

## Genealogia episcopale
La genealogia episcopale è:
- Cardinale Scipione Rebiba
- Cardinale Giulio Antonio Santori
- Cardinale Girolamo Bernerio, O.P.
- Arcivescovo Galeazzo Sanvitale
- Cardinale Ludovico Ludovisi
- Cardinale Luigi Caetani
- Cardinale Ulderico Carpegna
- Cardinale Paluzzo Paluzzi Altieri degli Albertoni
- Papa Benedetto XIII
- Cardinale Carlo Alberto Guidobono Cavalchini
- Vescovo Giuseppe Maria Scarampi